# ダブルクロス・リプレイ・ジパング
『ダブルクロス・リプレイ・ジパング』は、日本製テーブルトークRPG『ダブルクロス』のリプレイ作品。ゲームマスター（GM）兼リプレイ著者は田中天。イラストは獅子猿。全2巻4話。2008年12月と2009年6月の2回に分けて、富士見書房の富士見ドラゴンブック書き下ろし作品として発表された。

## 概略
2003年のバージョンアップ以来、約6年に渡って人気を保ってきた『ダブルクロス The 2nd Edition』（DX2）環境下での最後のリプレイシリーズである。
戦国時代の武将が世界の神話の神々と融合して日本征服を企て、未来（現代）の日本からやってきた少女が、生き別れになった従弟を探しつつ、仲間たちと共に戦国武将に立ち向かうというシチュエーションとなっている。そのため、本リプレイにはユニバーサル・ガーディアンズ・ネットワーク（UGN）もファルスハーツ（FH）も登場しない。
使用されているステージ「ジパング」はGMの田中天オリジナルで、本リプレイ自体がDX2最後のリプレイとあって、DX2のステージを収めたサプリメント『アルターライン』『アウトランド』はもちろん、2011年10月時点でステージ集『ディスカラードレルム』などの『ダブルクロス The 3rd Edition』（DX3）準拠のサプリメントにも収録されていない。このステージでは、『ダブルクロス』の根幹設定であるレネゲイドウィルスは「認知はされていないが存在している」とされ、陰陽師や妖怪、歴史に名を残す剣豪や忍者の中にはオーヴァードもいたとしている。
プレイヤーは、『ダブルクロス』のデザイナー・矢野俊策を含めGMの旧知で構成されている。特に主人公の天野真弓を演じる水野暁子は過去に商業リプレイの経験のないアマチュアプレイヤーだが、GMや他のプレイヤー3人とは共通のゲーム仲間とあって参加が決まった。
世界の歴史や神話に造詣の深い田中の知識を総動員した世界観の中で、田中のGMデビュー作である『BEAST BIND NT』リプレイ「別れの日は過ぎて」や、本作の半年前に公開された『ナイトウィザード』リプレイ「愛はさだめ、さだめは死」と同じく、「人と人との絆」というテーマも内包している。

## あらすじ
女子高生、天野真弓は従弟である南方勇太と共に穏やかな日常を送っていた。ある朝、いきなり時空に開いた穴に真弓と勇太は吸い込まれてしまう。時空の穴で勇太とはぐれてしまった真弓が辿り着いたのは戦国時代。しかしそれは彼女の知る戦国時代とは少し――否、かなり違った戦国時代であった。織田信長が率いる魔界十字軍によって戦国武将にギリシャや他の国の神々が宿り、各地で混乱が起きていた。そんな中、真弓は大妖怪・イクフサと吐血人形師・浄ノ進、支援忍者・才蔵と出会う。真弓は勇太を取り戻し、無事に元の時代に帰ることは出来るのか？

## 登場人物

### プレイヤーキャラクター(PC)
PC名の横のカッコ内の記述は名前の読みとプレイヤーである。PCの配列は第1話のPC番号順に従っている。
ディスクリプト・ロイス（Dロイス）は開始時から導入され、スペリオル・ロイス（Sロイス）も使用が許可されている。また、UGN・FHが存在しないため、全PCはコードネームを有していない。
天野真弓（あまの・まゆみ、水野暁子）
- シンドローム:モルフェウス/ノイマン
- ワークス/カヴァー:高校生/高校生
- Dロイス:秘密兵器（トキジクの弓）

東京近郊・K市の旧家に住む女子高校生。祖父より和弓を学んでおり、実力はインターハイで勝利を上げるほど。
三太夫の術により勇太とともに戦国時代に召喚されるが、何者かの介入により勇太と生き別れになり、信州・諏訪に飛ばされてしまう。そこで魔界十字軍の兵士に包囲されるが、イクフサの呼び声に応えて彼の封印を解き窮地を脱する。そして、イクフサを追ってその場に現われた浄ノ進、三太夫の遺命を受けて真弓を探しに訪れた才蔵と出会い、浄ノ進よりトキジクの弓を託され、勇太を探しながら魔界十字軍と戦う事になる。
セッション開始時点ではオーヴァードではなく、本リプレイで描く冒険を通じてオーヴァードに覚醒していく。学校で習ったのとは異なる異常な戦国時代に初めは困惑するが、イクフサたちとの旅を通じて魔界十字軍の脅威に直に接し、和弓で鍛えた精神力とトキジクの弓を以て、信長と魔界十字軍の野望を砕く使命に目覚めていく。
イクフサ（細野君郎）
- シンドローム:キュマイラ（ピュアブリード）
- ワークス/カヴァー:物の怪/大妖怪
- Dロイス:超血統

自ら「日ノ本の大魔縁」と称する妖怪。見た目は筋骨隆々とした肉体を闇色の毛で隠した狼男で、大きな尾が数本生えている（この尾が名の由来で、漢字では「幾房」と書く）。オッドアイで、左目は赤い瞳をしている。人里に現れる時は人間形態も取れるが、その際は左目をつむり、犬歯をマフラー、狼男状態のままの右腕を懐手にして隠している。
徒党を組むをよしとせず、喧嘩が大好きな性格で、日本全国で妖怪を相手に喧嘩を売ってきた。人間は彼から見れば弱過ぎるので、彼から先に襲うことはない。過去の記憶は曖昧で、時折脳裏に浮かぶ「面影の君」なる存在を思うと胸が奇妙に暖かくなるという。
半年前、信州・諏訪で魔界十字軍の兵士に襲撃され、魔縄ドラウプニルによって封印されてしまう。その後、未来から飛ばされてきた真弓にドラウプニルを解かれたのを機に、半年前の屈辱の落とし前をつけるべく真弓一行に加わる。
真弓に対しては、当初は人間ということもあって隙あらば食おうと思っていたが、彼女の持つトキジクの弓に弱く、やがて彼女の指示に従うようになる。浄ノ進とは不倶戴天の敵だが、魔界十字軍を倒すため共闘している。
山住浄ノ進（やまずみ・じょうのしん、矢野俊策）
- シンドローム:ブラックドック/ブラム＝ストーカー
- ワークス/カヴァー:修験者/傀儡師
- Dロイス:黄昏の主

武蔵の山の神に仕える一族出身の退魔師。一族の跡取りとして期待されていたが、幼少時に神隠しに遭い、その影響で体力が著しく衰え、何かにつけて喀血癖がついてしまったため一族を追われ、現在は旅回りの退魔師として活動している。
イクフサとは仇敵の関係にあり、伊勢神宮内宮にイクフサを倒す神の弓があると聞きつけ訪問。神宮の巫女・ヤエよりトキジクの弓を委ねられる。そしてヤエが受けた神託に従って信州・諏訪に向かい、当地でトキジクの弓の真の使い手＝真弓と出会う。
常に子供ほどの大きさの傀儡（人形）を抱えており、戦闘では自身の血を注いだ傀儡が戦う。敵対する関係でありながらイクフサの戦い方とは相性が良い。彼の血自体も魔に対する武器であり、第4話中盤の戦いでは蘭丸に血を投げかけて、その本体であるロキを仕留め、依り代となっていた勇太を解放した。
なお、「ヴァリアント」掲載リプレイ「京城月影抄」のPCである山住忠朝と山住姓、武蔵出身、山ノ神の設定などの共通点がみられるが、詳細な関係は明らかにされていない。
霧隠才蔵（きりがくれ・さいぞう、中村知博）
- シンドローム:オルクス/サラマンダー
- ワークス/カヴァー:忍者/猿回し
- Dロイス:伝承者（〈レネゲイド・コントロール（RC）技能〉）

（自称）美少女忍者。師・三太夫の遺命を受け真弓たちに接近する。
プレイヤーキャラクター唯一での実在の人物を使用したキャラクター。ただし史実とは異なり女性。
能力はサポートと相手の妨害に特化している。またお供として猿の佐助を連れている。

### ノン・プレイヤー・キャラクター

#### 魔界十字軍
織田信長（おだ・のぶなが）
- シンドローム:エグザイル/オルクス（影武者）、エンジェルハイロゥ/バロール（本体）
- Dロイス:古代種（影武者）、賢者の石×3（本体）

尾張の戦国大名。蘭丸によって造物主デミウルゴスと融合し、並行世界の自分を呼び寄せる能力を得ている。この能力によって呼び出した自分自身を残機にしていた。
元々は蘭丸によって人類の敵対者に仕立て上げられただけだったが、蘭丸の企みを見抜いており、真弓たちに敗れて弱ったところを手打ちにした。
全ての並行世界を滅ぼし、絶対的強者として君臨しようとしていた。
第三話に登場した影武者は、討ち漏らしたシヴァとカマソッツを取り込んだことで浸食率が上昇していた。
第四話に登場した本体は、無数の並行世界の自分と合体し、「真・信長王（顔と賢者の石）」、「信長キャノン（髷）」、「信長ヴォイス（発声器）」、「信長ブレイド（右腕）」、「信長フィスト（左腕）」、「信長アーマー（鎧）」、「信長オーラ（覇気）」の七部位となった。
斎藤道三（さいとう・どうさん）
- シンドローム:エグザイル/オルクス
- Dロイス:伝承者（白兵）

美濃国の戦国大名。信長に嫁いだ帰蝶姫の父でもある。本能寺の変の26年前（弘治2年・1556年）に亡くなったが、ギリシャ神話の九頭蛇神ヒュドラと融合して復活した。真弓を捕らえようとしていたが、イクフサの一撃で倒れて正気に返り、楽しい戦だったと言い残して昇天した。
上杉謙信（うえすぎ・けんしん）
- シンドローム:モルフェウス/エンジェルハイロゥ

越後国の戦国大名。己を毘沙門天の化身と信じていた。ローマ神話の愛と美の女神ヴィーナスと融合して復活（ヴィーナス曰く「毘沙門天の〝毘〟はヴィーナスの〝ヴィ〟」）。
道三を倒した真弓たちの追手として現れ、諏訪の山奥にある信玄の隠し湯を一晩でローマ魔界に変えてしまった。その後諏訪湖から『ヴィーナスの誕生』のように出現し、真弓たちと交戦した。自身にとどめを刺したイクフサと真弓の姿を美しいと思い、そのまま倒れた。その後、辞世の句「極楽も　地獄も先は　有明の　月の心に　懸かる雲なし」を残して昇天した。
骸火（むくろび）
- シンドローム:サラマンダー/キュマイラ

信州の桔梗が原を根城とする玄蕃狐（げんばぎつね）一族の総元締めである化け狐。イクフサとはライバル関係にある。情に厚い性格で、人間とも折り合いをつけて生きていたが、武田信玄と手を組み、力を手にした。しかし実際はエジプト神話の暴風神セトに寄生されており、イクフサを排除しようと企んでいた。イクフサとの一騎打ちによって正気に返り、イクフサが信長を倒す鍵であることを伝えたのち、イクフサの手で介錯された。
武田信玄（たけだ・しんげん）
- シンドローム:オルクス/モルフェウス

史実において信長の最大のライバルとされた戦国大名。その支配は本国である甲斐（現在の山梨県）をはじめ信濃（現在の長野県）・駿河（現在の静岡県中部）・上野（現在の群馬県）・遠江（現在の静岡県西部）・三河（現在の愛知県東部）・飛騨（現在の岐阜県北部）の全域または一部に及んだ。
本能寺の変の9年前（元亀4年・1573年）に亡くなったが、真弓が戦国時代に飛ばされる2ヶ月前に魔界十字軍によってエジプト神話の生産の神オシリス、天空と太陽の神ホルス、同じく太陽の神ラーと融合し復活（表向きは「実は生きていた」ということにされている）。領民に冥府神アヌビスを「阿濡彌須如来」と称して信仰させ、居城である躑躅ヶ崎館を武田金字塔として改築させつつ、裏では離反を阻止するため「ラーの天秤」と呼ばれる一種の刻印を打ち、最終的には「甘露」と呼ばれるエネルギーに変えていた。また骸火も配下に置いて、イクフサを魔界十字軍に誘おうと目論んでいた。なお、領民からはおファラオ様（信玄の敬称とされる「お館様」と、ホルスに関わるエジプトの君主号「ファラオ」を合わせたもの）と呼ばれていた。
勘助に「ラーの天秤」を打ち、武田スフィンクス二十四人衆を送り込んで真弓たちの切り崩しを図るが、イクフサが骸火から得た情報と突如現われた蘭丸から真弓たちにもたらされた情報によって軍師でもあるアヌビスを討たれ、最後は自ら武田金字塔と一体となって真弓たちを攻撃するも、トキジクの弓で撃たれ武田金字塔は瓦解。最後は正気に返り、真弓たちに深々と一礼して昇天した。
毛利元就（もうり・もとなり）
安芸国（現在の広島県西部）を支配した戦国大名。信長とは、史実においては弘治2年（1556年）の忍原崩れによって失った石見銀山の権益を巡って対立していた（信長は尼子氏を支援）。
本能寺の変の11年前（元亀2年・1571年）に亡くなったが、魔界十字軍によって北欧神話の主神オーディンと融合し、毛利オーディン元就として復活。安芸国一帯を「アスガルド魔界」に変え、領民をヴァイキング装束の不死身の兵士「アインヘリャル」に変えて殺し合いに明け暮れさせていた。
真弓、才蔵の《ハンドリング》で登場した小猿の佐助を「三人の息子女神（ウルド隆元・ベルダンディ元春・スクルド隆景）の搭乗する三本の魔槍ノルン・グングニル」によって狙い打つが、全て回避され、居城に乗り込んだ真弓のトキジクの弓で撃たれ（ルール設定上、攻撃以外の能力は皆無であった）て正気を取り戻し、真弓たちを賞賛したのち、辞世の句「友を得て　なおぞうれしき　桜花　昨日にかはる　今日のいろ香は」を残して昇天した。
風魔小太郎（ふうま・こたろう）
メソポタミアの風と疫病の魔神パズスと融合。パズス小太郎となり主君であるはずの北条一族を皆殺しにする。
相模国を疫病の蔓延する廃墟に変え、小田原城を「メソポタミア忍法」によって六十階建ての「バビロニアン・キャッスル」に改築し、才蔵を待ち受けていた。
九鬼嘉隆（くき・よしたか）
九鬼水軍の長。ゼウスと融合しており、オリュンポスの神々と融合した「九鬼天空水軍」を率いている。信長の所持する安宅船「鬼宿丸」を改造した空飛ぶ船「ゼウス丸」を操り、甘露を集めていた。真弓を妾にしようとしたが、真弓にゼウス丸の動力部を射抜かれ、乗組員諸共爆散した。
柴田勝家（しばた・かついえ）
信長の家臣。ヒンズーの破壊神シヴァと融合し「シヴァ勝家」を名乗っていた。魚津を「インド魔界」に変え、すべての川をガンジス河のように拡張する工事を進めていた。イクフサとの河川工事対決に勝利した。
足利尊氏（あしかが・たかうじ）
室町幕府の初代将軍。アーサー王と融合し「足利・アーサー・尊氏」を名乗っていた。円卓の騎士と融合した足利将軍家十五人によって構成されたサッカーチーム「足利ペンドラゴンズ」を率いて京都を襲撃し、民衆を熱狂的なファンにした。才蔵と浄ノ進にサッカー対決を挑んだが、あっさり敗北。ボールとユニホームを手渡し、爽やかに消え去った。
長宗我部元親（ちょうそかべ・もとちか）
土佐の戦国大名。マヤの吸血蝙蝠の神カマソッツと融合した。真弓たちの快進撃を見て、真弓側につこうとしたが、動向を疑っていた蘭丸に処刑された。
伊達政宗（だて・まさむね）
ケルト神話の邪神バロールと融合。言動が痛く、知博曰く「思春期の自意識を妙にこじらせた感じ」。伯父にあたる出羽の戦国大名、最上義光を討った。従者の暗黒竜クロウ・クルーアッハとともに米沢でイクフサと戦った。故人でないため他の十字軍よりも弱くイクフサに敗れ、正気に返った。
へるめす屋（-や）
ヘルメスと融合した堺の商人。浄ノ進と相場勝負を行ったが、あっさり敗れた。
島津義久（しまづ・よしひさ）
ハワイの火山の女神ペレと融合。桜島を噴火させ、さらなる力を得ようとしていた。伊達政宗同様に存命だったため、浸食率が低かった。
森蘭丸（もり・らんまる）
- シンドローム:バロール/エグザイル
- Dロイス:起源種

信長の小姓。北欧神話のロキを名乗る。かつては森乱丸と言う名で信長に仕えており、南方勇太の肉体に憑依して「森蘭丸」となった。
人間が持つ「生きることを望む思い」を糧にしており、それを大量に生み出すためにラグナロクを起こしており、既に幾つもの平行世界を滅ぼしている。
信長を人類の敵対者に仕立て上げ、対抗手段としてトキジクの弓を用意することでラグナロクを起こそうとしていた。
真弓たちと戦い、浄ノ進の血によって倒され、勇太の身体を失い、黒い瘴気のような姿になって安土パンデモニウムに逃げ帰る。その後、既に企みを見抜いていた信長によって討たれた。

#### その他の人物
南方勇太（みなみかた・ゆうた）
真弓の母方の従弟。10歳。母親が入院したため、天野家に一時的に預けられた。ヒネた性格で、学校にもめったに行かず遊び回っており（曰く「ビッグなオレには小学校なんて似合わない」）、その度に真弓に注意されている。
実はオーヴァード（シンドロームはエグザイル/バロールの変異種）で、時空を超え、信長の本体を発見できる能力を持つ。天正伊賀の乱で生き残った三太夫は、信長に対抗できる存在としての真弓と勇太を召喚したが、術の最中に乱丸＝ロキの妨害が入り、真弓は無事召喚できたものの、勇太は肉体と魂が分離してしまい、肉体は僅かな魂を残しロキに乗っ取られて「森蘭丸」となり、魂のほとんどは平安時代に飛ばされ、そこで命尽きようとしている1頭の狼と邂逅する。「真弓を守りたい」という勇太の強い意志に心動かされた狼は、自らの肉体を勇太に預けた。こうして誕生したのが魔狼「イクフサ」であり、イクフサの脳裏に浮かぶ「面影の君」とは真弓のことであった。
蘭丸がイクフサと相対した時に見せる不審な言動は、勇太の魂と肉体の共鳴が起こしている。またイクフサの人間への変身能力は勇太の魂を宿しているためで、オッドアイと右腕の異形は勇太が肉体を失っている事を示す。
第4話中盤、真弓たちは激闘の末、勇太の肉体を取り戻す。その結果、イクフサは勇太と真に融合し、肉体の異形が消失した。そして信長討伐を果たしたのち、勇太はイクフサから分離し、真弓と共に元の時代に戻っていった。
佐助（さすけ）

百地三太夫（ももち・さんだゆう）

山本勘助（やまもと・かんすけ）

ヤエ
伊勢神宮内宮の巫女。神託に従ってトキジクの弓を浄ノ進に引渡し、諏訪へ向かわせた。
足利ペンドラゴンズとのサッカー対決では、メンバーの足りない真弓一行を支援するため、勘助とともに京に駆けつけた。
南光坊天海（なんこうぼう・てんかい）
京で足利ペンドラゴンズを退けた真弓一行を御所に招いた高僧。
僧侶にしてはいかにも戦場で鍛えた体格を有しており、かつて面識のあった才蔵に易々と正体を見破られた。
その正体はかつての織田家臣団の一人・明智光秀。5年前に森乱丸なる人物が小姓として付いて以来、信長の周辺に怪しい人物が徘徊し、さらに森乱丸の失踪と入れ替わるように、全く別の名と姿を持つ「森蘭丸」が出現したこと、それを契機に信長の言動は（「第六天魔王」と名乗りだしたことを含めて）エキセントリックなものとなり、光秀ら古くからの家臣は信長周辺から退けられた。明の道師や南蛮の宣教師らの協力を得て独自に調査を進めていた光秀は、蘭丸の正体と魔界十字軍の存在、そして信長にも外国の神が取り憑き、世界を変えようとしている事実を知った。だが、自ら起こした魔界十字軍討伐戦＝本能寺の変に敗れ、御所に匿われていた。
天海から得た情報で、真弓一行はこの世界で起こっている事件の核心に一層迫ることになる。
GMは、不明な点や異説が多い天海の出自、本能寺の変の原因、本能寺の変後の光秀の行方などから「光秀＝天海説」を採用し、天海を物語中盤のキーパーソンとして登場させている。

## 用語
魔界十字軍
戦国時代、南蛮から渡来した世界各文明の神々『蛮神（デウス）』が、時代の覇者たる織田信長と結託して組織した集団。
神々はかつて信長と戦った戦国武将（故人だけでなく、島津義久や伊達政宗、足利義昭のような現存者もいる）と融合して出現し、日本各地を神々の出身地たる地に改造する形で侵略を進めている。
信長と蘭丸を除き、武将たちは憑依した神々に操られているだけであり、倒されると正気を取り戻し、故人は昇天する。
第２巻にて、その出自は「人の意思を糧とする精神生命体」、「レネゲイドの意志の集合体」であることがロキにより説明されており、多くがジャーム化していることが示唆されている。
武田金字塔
エジプト3神と融合して復活した武田信玄が、躑躅ヶ崎館を改築する形で建設を進めていた建造物。「金字塔」とはかつてピラミッドの日本語訳として使われていた言葉で、武田金字塔もピラミッド形をしている。
真弓一行が到着した時には、未だ建設中であったものの、内部はほぼ完成しており、最深部には信玄が眠る黄金の棺が置かれた玄室、エジプト神話における「死者の国」を描いた壁画で飾られ、アヌビス如来が鎮座する蓮華座が置かれた石室がある。
それ自体が巨大飛行戦艦でもあり、アヌビスを討たれた武田金字塔は信玄の顔をあしらった戦闘形態へ変形したが、最後は真弓に黄金の棺を撃たれ、瓦解した。
アヌビス如来（阿濡彌須如来）
武田金字塔内部の石室にある蓮華座に出現する狗頭人身の仏像。天竺最新流行の仏とされるが、その正体はエジプトの神々と融合した信玄の腹心である冥神アヌビスそのものである。
ラーの天秤
甲斐国に展開する魔界十字軍が領民に打った刻印。その正体はエジプト神話の幻獣アーマーン。
普段はアザとなっているが、領民が離反や逃亡の動きを見せると活性化し、領民の心臓を食らって自爆する。アヌビスにコントロールされており、アヌビスが討たれたとで活動を停止した。勘助の首筋にも打たれており、第2話中盤で真弓たちは勘助のラーの天秤の活性化を抑えつつアヌビスを討つことを強いられた。
甘露
魔界十字軍が製造するエネルギー体。黄金色の液状をしている。甘露によって魔界十字軍は活力を維持している。
その実体は人間の魂を液体化したもので、甘露の素材となった者は生命こそ奪われないものの、全身が干からび昏睡状態に陥る。
アヌビス如来像やビラコチャ大仏像は、甘露製造プラントでもある。アヌビス如来像の場合は像から特殊なガスが噴出して、一種の化学反応により魂を気化して吸い出し、像に据え付けられたガラス容器に吸収・液化していた（ルール上は《治らずの病》を使った演出）。
モチーフはギリシャ神話のネクタル、インド神話のアムリタやソーマ、北欧神話のイドゥンの林檎といった神が関わる食べ物や飲み物。
安土城
信長の居城。天守閣は天海曰く南蛮の技術を用いて浮遊しており、飛行能力も持つ。普段、地上とは鎖でつながれている。「ネオ安土城」「安土パンデモニウム」とも呼ばれる。
ビラコチャ大仏
大和国・飛鳥に出現した黄金の大仏。インカ神話における文明の創造者アプ・コン・ティキ・ウイラ・コチャが魔界十字軍によって変容した姿。信仰する民を吸収して甘露化する能力を持つ。
庶民を「ナスカ浄土へ導く」と称して甘露の材料にしていたが、イクフサと浄ノ進に破壊された。
本能寺
京の寺院。信長が上洛時の居所とし、堀・土居・石垣・厩も完備されていた。
本能寺の変後、寺域周辺はこの世の者では超えることのできない炎の壁に包まれており「本能寺ムスペルヘイム」と呼ばれる。信長の本体はここに存在する。
天正伊賀の乱
天正7年（1579年）と天正9年（1581年）の2度に渡って行なわれた織田軍の伊賀攻め。特に信長が自ら率いた天正9年の戦を指す。
本リプレイでは、当時「森乱丸」と称していたロキが、時間や次元を超える秘術を有していた伊賀流を滅ぼすべく、信長を動かして起こしたものとなっている。この報復として、三太夫は秘術「時滑り」を用いて信長を倒しうる人物を探索し、真弓と勇太を見出した。
トキジクの弓
本リプレイのキーアイテムとなる和弓。漢字では「時非の弓」と書く。伊勢神宮内宮に収蔵されていたが、ヤエの受けた神託に基づき、イクフサを倒す武具を求めて当地を訪れていた浄ノ進に託され、諏訪で邂逅した「使い手」真弓に渡された。
ヤエの言葉通り「弦はたゆまず、弓幹（ゆがら）は折れず」の頑丈な弓。使い手に相応しくない者に対しては電流に似た衝撃を与えて接触を拒む。矢はないが、使い手が弦を引くと虚空より光の矢が現れ、魔物を撃ち砕く。
実はトキジクの弓には魔物どころか世界すら滅ぼす力が込められている。蘭丸＝ロキの言葉によれば「神話とは、人間が自分たちのあり様を、世界を、運命の不条理を説明するために生み出した物語」であり「世界と己と他者との絆を確認するための概念」である。そして「神」とは人間にとってかけがえのない「絆」に他ならない。真弓はトキジクの弓を奮って魔界十字軍から日本を救うべく戦ってきたが、皮肉にも同時に他の世界を滅ぼし続けてきた（例えばおファラオ様を討ち果たしたことで信玄は浄化されたが、同時にエジプトは滅びた）ことになる。
信長と蘭丸からトキジクの弓の真実を知らされた真弓は戦意を喪失しかけるが、伊勢内宮の文献から浄ノ進が得た情報を受け、改めて「信長を倒し、勇太と世界を救う」決意を固める。そして本能寺での最終決戦で信長本体を倒した後、自らの手で弓を破壊し（弓は使い手以外には破壊できない）、弓に蓄えられていた世界の神々の力を解放。その瞬間に響いた弓＝「時と世界が始まる以前、可能性そのもの」たるトキジクの「新世界の創造を望むか、これまで通りの世界を望むか」との問いに対して後者を選択した。かくて、弓の力によって無に帰しかけた世界は元の姿を取り戻した。

## 書誌情報
ダブルクロス・リプレイ・ジパング1 戦国ラグナロク ISBN 978-4-8291-4544-9
第一巻。第一話「女子高生、時を駆ける!!」、第二話「女子高生、金字塔に挑む!!」を収録。
ダブルクロス・リプレイ・ジパング2 日ノ本ビッグバン ISBN 978-4-8291-4555-5
第二巻。第三話「女子高生、天下を巡る」、最終話「I女子高生よ、永遠に!」を収録。